# Thiruparappu
Thiruparappu (o Tiruparappu) è una suddivisione dell'India, classificata come town panchayat, di 21.722 abitanti, situata nel distretto di Kanyakumari, nello stato federato del Tamil Nadu. In base al numero di abitanti la città rientra nella classe III (da 20.000 a 49.999 persone).

## Geografia fisica
La città è situata a 08° 23' 10 N e 77° 17' 21 E.

## Società

### Evoluzione demografica
Al censimento del 2001 la popolazione di Thiruparappu assommava a 21.722 persone, delle quali 10.719 maschi e 11.003 femmine. I bambini di età inferiore o uguale ai sei anni assommavano a 2.118, dei quali 1.044 maschi e 1.074 femmine. Infine, coloro che erano in grado di saper almeno leggere e scrivere erano 16.312, dei quali 8.345 maschi e 7.967 femmine.